# Coronilla lanna
Coronilla lanna är en spindelart som beskrevs av Dankittipakul, Sonthichai och Wang 2006. Coronilla lanna ingår i släktet Coronilla och familjen mörkerspindlar.
Artens utbredningsområde är Thailand. Inga underarter finns listade i Catalogue of Life.